# Verdi di Slovenia
I Verdi di Slovenia (in sloveno Zeleni Slovenije, abbreviato in ZS) sono un partito politico ambientalista sloveno.

## Storia
Il partito faceva parte della Coalizione DEMOS che vinse le prime elezioni del 1990, a seguito delle quali entrò a far parte del governo di Lojze Peterle. Dopo la disgregazione della coalizione entrò a far parte del governo di centrosinistra di Janez Drnovšek.
Alle elezioni del 1992 ottenne appena il 3,7% dei voti. Alle elezioni successive perse la rappresentanza parlamentare, che da allora non è più riuscito a riguadagnare.
Nel marzo 2018 Andrej Čuš ha assunto la guida e ha ribattezzato il partito "Andrej Čuš e Verdi di Slovenia".

## Risultati elettorali
| Elezione          | Voti   | %    | Seggi  |
| ----------------- | ------ | ---- | ------ |
| Parlamentari 1990 | 95.640 | 8,8  | 8 / 90 |
| Parlamentari 1992 | 44.019 | 3,70 | 5 / 90 |
| Parlamentari 1996 | 18.853 | 1,76 | 0 / 90 |
| Parlamentari 2000 | 9.691  | 0,90 | 0 / 90 |
| Europee 2004      | 10.027 | 2,30 | 0 / 8  |
| Parlamentari 2004 | 6.703  | 0,69 | 0 / 90 |
| Parlamentari 2008 | 5.367  | 0,51 | 0 / 90 |
| Europee 2009      | 3.382  | 0,73 | 0 / 8  |
| Parlamentari 2011 | 4.000  | 0,36 | 0 / 90 |
| Europee 2014      | 3.335  | 0,83 | 0 / 8  |
| Parlamentari 2014 | 4.629  | 0,53 | 0 / 90 |
| Parlamentari 2018 | 9.708  | 1,09 | 0 / 90 |
| Europee 2019      | 10.706 | 2,22 | 0 / 8  |
| Parlamentari 2022 |        |      | 0 / 90 |
| 1. 2.             |        |      |        |